# 德米特里夫卡 (普里盧基區)
50°41′27″N 32°4′21″E / 50.69083°N 32.07250°E
德米特里夫卡（烏克蘭語：Дмитрівка），是烏克蘭北部切爾尼希夫州普里盧基區小迪維察市镇的村庄。始建於1600年，面積2.86平方公里，海拔高度124米，2001年人口350，人口密度每平方公里122.4人。